# Encyclia contrerasii
Encyclia contrerasii är en orkidéart som beskrevs av Roberto González Tamayo. Encyclia contrerasii ingår i släktet Encyclia och familjen orkidéer. Inga underarter finns listade i Catalogue of Life.